# 金山金氏
金山金氏(韓語：금산김씨)是韓國金姓的一個本貫，始祖是金文富(김문부)。

## 由來
金山金氏的始祖金文富是新羅皇室的後人：他是敬順王(경순대왕)第五子義城君的後裔、開城金氏(개성 김씨)始祖金龍珠的第6代孫，在高麗朝擔任員外郎。